# Cursa E3 Harelbeke 2016
Cursa E3 Harelbeke 2016 a fost ediția a 59-a cursei de ciclism E3 Harelbeke, cursă de o zi. S-a desfășurat pe data de 25 martie 2016 și face parte din calendarul UCI World Tour 2016. 
Cursa a fost câștigată de Michał Kwiatkowski (Team Sky). Kwiatkowski a evadat cu 30 de kilometri înainte de final împreuna cu Sagan. În ciuda eforturilor celor de la Etixx-Quick Step și a lui Cancellara, Kwiatkowski a câștigat confortabil la sprint în fața lui Sagan. 

## Echipe participante
La această cursă au participat 25 de echipe: cele 18 din Circuitul mondial UCI invitate automat, la care s-au adăugat șapte echipe continentale care au primit wildcard-uri. 

### Echipe UCI World
| - Ag2r-La Mondiale - Astana - BMC Racing Team - Etixx-Quick Step - FDJ - IAM Cycling - Lampre-Merida - Lotto Soudal - Movistar | - Orica-GreenEDGE - Cannondale-Garmin - Giant-Alpecin - Team Katusha - LottoNL–Jumbo - Dimension Data - Team Sky - Tinkoff-Saxo - Trek-Segafredo |  |

### Echipe continentale profesioniste UCI
| - Bora–Argon 18 - Direct Énergie - Fortuneo–Vital Concept - Roompot–Oranje Peloton | - Southeast–Venezuela - Topsport Vlaanderen–Baloise - Wanty–Groupe Gobert |  |

## Rezultate
| Loc | Concurent          | Echipă          | Timp      |
| --- | ------------------ | --------------- | --------- |
| 1   | Michał Kwiatkowski | Team Sky        | 4h 49'34" |
| 2   | Peter Sagan        | Tinkoff-Saxo    | +4"       |
| 3   | Ian Stannard       | Team Sky        | +11"      |
| 4   | Fabian Cancellara  | Trek-Segafredo  | +11"      |
| 5   | Jasper Stuyven     | Trek-Segafredo  | +11"      |
| 6   | Lars Boom          | Astana          | +11"      |
| 7   | Tiesj Benoot       | Lotto Soudal    | +11"      |
| 8   | Sep Vanmarcke      | LottoNL–Jumbo   | +11"      |
| 9   | Jempy Drucker      | BMC Racing Team | +11"      |
| 10  | Daniel Oss         | BMC Racing Team | +11"      |

## Legături externe
- Site web oficial